# 1967 في الغابون
فيما يلي قوائم الأحداث التي وقعت خلال عام 1967 في الغابون.

## سياسة

### انتهاء فترة المنصب
- 2 ديسمبر – عمر بونغو نائب رئيس الغابون [الإنجليزية]‏.

## مواليد

### أبريل
- 10 أبريل – آني-فلور باتشيليليز موسيقية غابونية.

## وفيات

### نوفمبر
- 27 نوفمبر – ليون إمبا (مواليد 1902) سياسي غابوني.